# Julio Romaña
Julio Romaña (Quibdo, Chocó, Colombia; 18 de diciembre de 1973) es un ex futbolista colombiano. Jugó como defensa central en equipos como Deportivo Pasto donde logró como capitán del equipo el ascenso en 1998 y en equipos de primera división como Independiente Santa Fe, Cúcuta Deportivo y Cienciano del Perú.

## Clubes
| Club               | País       | Año         |
| ------------------ | ---------- | ----------- |
| Deportivo Cali     | Colombia   | 1993        |
| Deportivo Pereira  | Colombia   | 1996 - 1997 |
| Santa Fe           | Colombia   | 1999        |
| Deportivo Pasto    | Colombia   | 2000        |
| Deportes Quindío   | Colombia   | 2002        |
| Bajo Cauca         | Colombia   | 2003        |
| Deportivo Pasto    | Colombia   | 2004 - 2005 |
| Cúcuta Deportivo   | Colombia   | 2006        |
| Alajuelense        | Costa Rica | 2006        |
| Mineros de Guayana | Venezuela  | 2007        |
| Cienciano          | Perú       | 2008 - 2009 |
| José Gálvez        | Perú       | 2010        |